# Can Rosés (les Corts)
Can Rosés és una antiga masia del barri de les Corts de Barcelona, catalogada com a bé cultural d'interès local. Actualment, acull una escola i fins al 2017 era seu d'una biblioteca municipal.

## Història
L'edifici original fou construït l'any 1716 en una zona que havia patit la Guerra de Successió, moment en què es van destruir moltes masies del Pla de Barcelona. Davant seu passava el vell camí de les Corts a Sarrià i l'any 1870, la masia encara es trobava aïllada i solitària. Era propietat dels Gelabert, una de les famílies de les Corts que cediren terres per a edificar el temple i les Corts Noves. El 1900, el mestre d'obres i propietari de la finca Joaquim Gelabert i Cuyàs la va reformar, atorgant-li un caliu més residencial. A l'antiga era va fer un jardí i la façana principal va ser totalment restaurada i coberta amb esgrafiats.
Entre els anys 1978 i 1992 s'hi va instal·lar el Col·legi Ítaca, que va modificar en part les distribucions interiors. En el projecte del complex comercial L'Illa Diagonal, inaugurat l'any 1993, es va incloure la restauració del mas i la seva habilitació com a Biblioteca Popular de Les Corts, que va funcionar fins al 2017, quan va ser traslladada a la Biblioteca Montserrat Abelló, situada a l'antiga fàbrica Benet Campabadal.

## Descripció
Es tracta d'un conjunt d'edificis aïllat format per una antiga masia amb un cos annexat a ponent. L'edifici principal és de planta rectangular i comprèn planta baixa i dos pisos, amb coberta de teula àrab a dues aigües.
La façana principal, orientada a migdia, està estructurada de manera regular, amb obertures realitzades en quatre eixos verticals. A la planta baixa hi ha dos portals d'accés independents situats al centre, amb muntants i llindes de pedra, i dues finestres als costats. Aquestes presenten un ampit motllurat i estan tancades per una reixa de ferro forjat, sobresortint de la línia de façana. Abans, també hi havia una tribuna adossada a la cantonada sud-oest de la façana principal, amb una alçada d'una planta i coberta per una teulada plana utilitzada com a terrassa balustrada, però amb les diverses reformes que ha patit l'edifici ha desaparegut.
A la primera planta, just sobre els portals de la planta baixa, hi ha dos balcons en voladís, amb llosana motllurada i baranes de ferro forjat. A l'última planta hi ha quatre finestres emmarcades per pilastres. Les dues centrals són dobles, dividides per un mainell central. El ràfec en voladís està sustentat per mènsules de pedra amb decoració vegetal i coronat per un capcim de pedra amb motius geomètrics i florals.
Excepte els emmarcaments de les obertures, fets amb carreus, la façana està revestida amb estuc esgrafiat que reprodueix motius geomètrics. L'element més interessant d'aquest esgrafiat es troba al punt central, on es dibuixa un rellotge de sol envoltat d'elements vegetals. A sota es pot llegir la llegenda «Construida en 1716 y Restaurada en 1900». A la façana de ponent també hi ha esgrafiat un segon rellotge de sol.
L'edifici annex és una estructura senzilla d'una única planta amb terrat pla transitable que deuria funcionar originàriament com zona d'emmagatzematge o habitatge per als treballadors.